# Lista de testes nucleares da Coreia do Norte
A Coreia do Norte conduziu seis testes nucleares, em 2006, 2009, 2013, duas vezes em 2016, e 2017.

Sismogramas dos testes nucleares da Coreia do Norte registrados em Mudanjiang, China

- 2006
- 2009
- 2013
- Janeiro de 2016
- Setembro de 2016
- Setembro de 2017[1]Sismogramas dos testes nucleares da Coreia do Norte registrados em Mudanjiang, China